# John Filkins Vandercook
John Filkins Vandercook (1873-1908) était un journaliste américain qui fut le premier président, de 1907 à 1908, de l'United Press la seconde agence de presse américaine.

## Biographie
John Filkins Vandercook était le rédacteur en chef du journal Cincinnati Post, et à ce poste il a dirigé en 1905 la campagne menée par le journal en faveur de réformes sur le plan municipal. En 1907, il fait partie des fondateurs de la United Press International, dont il est le premier président. Quatre ans plus tard, le journaliste Roy W. Howard, également originaire de l'Ohio, lui a succédé à la présidence de l'entreprise.
Son livre The Complete Revolution (1909) a été publié après sa mort prématurée à l'âge de 35 ans. Il était le père du journaliste radio John W. Vandercook (1902–1963), auteur d'une quinzaine de romans et fictions.